# 인클로저
인클로저(영어: enclosure)는 13세기 영국에서 시작된, 소규모 토지를 대규모 농장에 합병하는 법률적 절차를 의미한다. 이는 목축업의 자본주의화를 위한 경작지 몰수로 요약할 수 있다. 산업 혁명 당시 영국에서 판매용 곡물 혹은 양을 키우기 위해 농지에 울타리를 세우자 농사를 지었던 농민들은 도시의 공장으로 내몰리면서 종국에는 도시의 하층 노동자로 전락하게 되었다.
인클로저는 물가상승에 대한 지주의 대책으로서 , 보통 제1차와 제2차의 2회로 구분한다. 16세기부터 17세기 중반까지의 제1차는 '양치기'를 목적으로 하였고, 17세기 중반 이후, 특히 18세기 중반 이후의 제2차는 "양이 들어가지 못하게 둘러싸는" 농업의 집약화를 목적으로 하였다. 18세기 후반의 인클로저는 의회(議會)의 입법에 의해 다수의 등본보유농(騰本保有農) 및 영세 농민의 반대를 무릅쓰고 강행되었다. 공동권(共同權)을 증명하지 못하는 빈농들은 인클로저 후에 분할지를 못 받는다든지 부당한 할당를 받는 일이 많았다. 19세기 전반까지는 영국의 토지 대부분이 인클로저에 들어가게 되었다. 
일반적인 영어 표기는 enclosure이나, inclosure를 쓰기도 한다. 